# Grodenbatterie

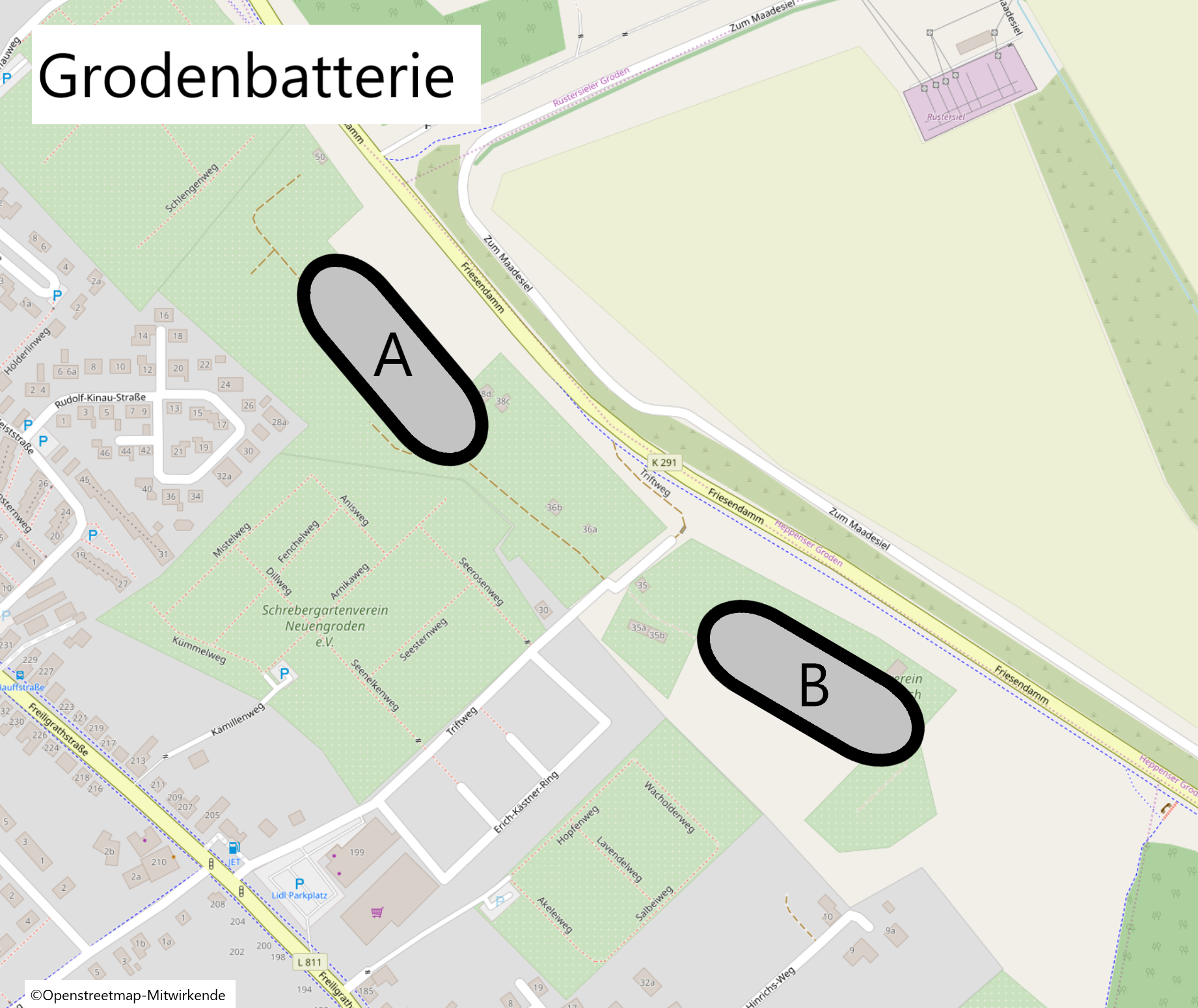
Ungefähre Lage der beiden Infanteriewerke „Grodenbatterie“ in Wilhelmshaven

Die Grodenbatterie war ein Verteidigungswerk später Bestandteil des Festungsplans von Wilhelmshaven. 

## Lage
Die Grodenbatterie befand sich im Wilhelmshavener Stadtteil Neuengroden, direkt hinter dem Seedeich. Sie bestand aus zwei Infanteriewerken. Die nur etwa 150 Meter voneinander entfernt waren.

## Geschichte
Die Grodenbatterie wurde kurz vor der Jahrhundertwende erbaut. Die Bauzeit dauerte von 1893 bis 1896. Während des Zweiten Weltkrieges wurde die Anlage stark ausgebaut und verbunkert. Dennoch war hier keine schwere Flak stationiert worden, wie in vielen anderen Festungsbauwerken Wilhelmshavens. Nach dem Krieg wurde die Grodenbatterie von der Besatzungsmacht gesprengt. Trotz der Zerstörung der Anlage lassen sich noch einige Überreste erkennen. Der heutige „Triftweg“ hieß ehemals „Grodenbatterie“.

## Bewaffnung
Jedes der beiden Infanteriewerke war mit vier Geschützen des Typs 28 HL/12 bewaffnet. Zwischen den Geschützen befanden sich Hohltraversen. Vier der Geschütze einer der beiden Batterien wurden 1915 im flandrischen Hafen Blankenberge als „Batterie Groden“ installiert. Im Jahr 1917 wurden die beiden Batterien mit jeweils vier 28-cm-Geschützen in Mittelpivotlafette ausgestattet.